# Wanda Pimentel
Wanda Pimentel, née et décédée à Rio de Janeiro (1943-2019), est une peintre brésilienne.  
Célèbre dès le début de sa carrière pour ses peintures géométriques, affiliées à la pop culture et au nouveau réalisme, son travail évolue ensuite entre abstraction et figuration, toujours dans une réalisation plastique lisse, des aplats colorés et d'une précision chirurgicale, traduisant une vision critique et féministe de la société de consommation. 
« Mon atelier est dans ma chambre. Tout doit être très soigné. Je travaille seule. Je pense que mes problèmes sont ceux de notre époque : le manque de perspective des gens, leur aliénation. Le plus triste, c’est que les gens soient dominés par les choses ».

## Biographie
Wanda Pimentel est née en 1943. Son père meurt alors qu'elle n'a que 12 ans. Elle commence à peindre vers l'âge de 20 ans.
En 1964, elle commence l'étude de l'art au Musée d'Art Moderne de Rio de Janeiro, et suit l'enseignement d'Ivan Serpa, artiste précurseur du constructivisme au Brésil dans les années 50, cofondateur du Grupo Frente avec Lygia Clark, Hélio Oiticica, Franck Weissman.
Au cours des années 1960, elle expérimente différents styles, comme le pop art aux États-Unis et en Angleterre, le nouveau réalisme en France, la néofiguration et la nouvelle objectivité au Brésil.  
Sa série iconique Involvement (1968 - 1984) se construit en réaction aux grandes questions sociétales de son époque (Arthur da Costa e Silva et la dictature militaire promulguant l'Acte Institutionnel interdisant toute constatation politique (AI-5), les protestations féministes à partir des années 68...). 
Par des images fragmentées du corps féminin - jambes ou pieds -, incluses dans des scènes énigmatiques souvent issues d'univers domestiques, elle questionne la société de consommation et l’oppression pesant sur les femmes. En cela, elle participe au Mouvement Moderniste au Brésil, auquel les femmes artistes dont Anita Malfatti, Lygia Pape, Leticia Parente ont contribué de façon radicale. 
Wanda Pimentel comme ses consœurs artistes brésiliennes ont ouvert la voie aux artistes plus récentes telles que Beatriz Milhazes, Rosangela Renno, Adriana Varejao.

## Principales expositions
- 2017-2018 (exposition collective) « Radical Women : Latin American Art, 1960-1985 », Hammer Museum Los Angeles, CA (2017), Brooklyn Museum, New York et Pinacoteca de São Paulo, Brésil (2018)[13].
- 2017 (exposition collective) Envolvimentos, MASP- São Paulo.
- 2016 expostion collective) International Pop, Philadelphia Museum of Art, USA
- 2015 (exposition collective)  Frieze Masters, Londres
- 2015 (exposition collective) International Pop, Walker Art Center of Minneapolis e Dallas Museum of Art, USA
- 2017 MASP, São Paulo
- 2015 Wanda Pimentel : Géométrie/Flor, Galeria Anita Schwartz, Rio de Janeiro
- 2011 (exposition collective) Gigante por la Propria Naturaleza, IVAN – Institut Valencia d’Art Modern, Valencia, Espanha
- 2008 (exposition collective) Oca, Mostra MAM 60, São Paulo
- 2004 Museu de Arte Moderna  Rio, Rio de Janeiro,
- 2003 Art brésilien, Faulconer Gallery, Grinnel College, Iowa, États-Unis
- 2002 (expostion collective) Identidade - o retrato brasileiro na coleção Gilberto Chateaubriand - Museu de Arte Moderna – Rio de Janeiro
- 2001 (exposition collective) Arte En América Latina (Colection Eduardo Constantini) - MALBA – Museu Latinoamericano de Buenos Aires,  Argentina
- 1997 Paço Impérial, Rio de Janeiro
- 1994 Centro Cultural Banco do Brasil, Rio de Janeiro
- 1971 Biennale de Paris[14]
- 1969 Galeria Debret Paris, France et Galeria Relevo, Rio de Janeiro

## Collections
- Musée d'Art Moderne de Rio de Janeiro
- Musée d'Art Contemporain de Rio de Janeiro
- Musée d'Art latino-américain de Buenos Aires
- Institut d'Art de Chicago[15]

## Distinctions
- Jury Exemption Award at the 18th Salão Nacional de Arte Moderna in Rio de Janeiro, 1969.
- Travel Award at the first Salão de Verão, organized by MAM-RJ,1969[16].